# Pegesimallus claelius
Pegesimallus claelius är en tvåvingeart som först beskrevs av Walker 1849.  Pegesimallus claelius ingår i släktet Pegesimallus och familjen rovflugor. Inga underarter finns listade i Catalogue of Life.